# Henri Martin-Granel
Pour les articles homonymes, voir Henri Martin, Martin et Granel.
Henri Martin-Granel, né le 29 janvier 1914 à La Livinière et mort le 16 mai 2008 à Sauve,, est un maître-verrier français d'origine normande. 
Architecte de formation, passionné de vitrail, il est considéré comme l'un des plus remarquables verriers contemporains.
Pendant la Seconde Guerre mondiale, il participe au groupe d'artistes réunis à Oppède dans le Vaucluse et animé par le futur grand architecte Bernard Zehrfuss qui quittera l'endroit pour travailler en Tunisie après la guerre.
Dans ce même pays, Martin-Granel débute en réalisant ses premiers travaux importants : vitraux de l'église Notre-Dame de Bizerte en 1950, gisant monumental de Saint-Louis à Carthage en 1950, motif en bronze pour l'hôtel des services de sécurité à Tunis en 1953 ; il réalise également à Pointe-à-Pitre en Guadeloupe le mémorial Delgrès, sous la forme d'un monumental anneau brisé évoquant l'affranchissement des esclaves, puis Henri Martin-Granel revient en France en 1954.
Il réalise alors de nombreux et importants ensembles de vitraux où l'intégration au mur se poursuit à travers des recherches techniques : la chapelle Saint-Paul d'Ambourget à Aulnay-sous-Bois, l'église Notre-Dame de Royan, la cathédrale du Sacré-Cœur d'Alger, la cathédrale de Bizerte, Saint-Denis de La Réunion, l'église d'Urville-Nacqueville dans la Manche. La chapelle de l'institution Sainte-Marie d'Antony, réalisée en 1969, est l'aboutissement de son œuvre dans les années 1960-1970,.

## Publication
- Liste des publications

## Pour approfondir